# Antonino (filosofo)
Antonino (in latino Antoninus; fl. IV secolo) è stato un filosofo greco antico di scuola neoplatonica.
Figlio dei filosofi Eustazio e Sosipatra, secondo la testimonianza del sofista e storico della filosofia Eunapio, visse come un eremita a Canopo in Egitto, dove i suoi correligionari venivano da Alessandria a consultarlo.
Visse dedicandosi quasi esclusivamente alla guida dei suoi discepoli, fortemente legati al paganesimo, tanto da essere considerati uno dei centri spirituali della resistenza pagana alla evangelizzazione dell'Egitto. Antonino tuttavia, non espresse mai opinioni sulle questioni divine ed Eunapio sottolinea come egli si astenesse dai rituali teurgici, forse perché preoccupato dalla contrarietà imperiale a queste pratiche. Tuttavia i discepoli di Antonino negli anni 360-390 si erano dedicati attivamente al culto di Serapide e Iside a Menouthis 
Antonino, dalla condotta morale esemplare, fu additato anche come profeta tanto che si dice fosse stato in grado di prevedere che dopo la sua morte il grande tempio di Serapide, ad Alessandria, sarebbe andato distrutto, come infatti avvenne, da "qualcosa di mostruoso e senza forma".